# Papiermolensluis
De Papiermolensluis is een welfbrug in Amsterdam-Centrum. Sluis in de “oude” aanduiding voor stenen brug, alhoewel er hier ook een sluis heeft gelegen.
De verkeersbrug vormt de verbinding tussen de oostelijke kade en oneven zijde van de Prinsengracht en de dito kade en zijde van de Korte Prinsengracht. Ze voert daarbij over de Brouwersgracht. Deze kruising van de Brouwersgracht en Prinsengracht ligt ook in de toevoerroute van het Westerdok en het IJ naar de stad, met als gevolg dat dit een van de drukste waterknooppunten van de stad is. De brug, zelf een gemeentelijk monument sinds 1995, wordt omringd door gemeentelijke en rijksmonumenten. Ze deelt de zuidwestelijke kademuur met de Lekkeresluis, ook gemeentelijk monument.
Er ligt hier al eeuwen een brug. Balthasar Florisz. van Berckenrode tekende hier al een brug over de Brouwers Graft in de Prince Graft. Ze vormde vanuit de stad gezien het eind van de Brouwerssluis. Of de brug er toen, rond 1625 al lag is onbekend, de invulling van de noordelijke kavels aan de Brouwersgracht was verre van compleet, er lagen overal open terreinen. Als in 1662 de kaart van Joan Blaeu volgt is de gehele buurt ingericht en zijn er drie bruggen ingetekend op dit waterkruispunt. Frank V. Smit meldde in zijn boek dat er in 1781 een stenen brug werd geplaatst. De brug werd regelmatig gecontroleerd op zijn houdbaarheid, met een steeds toenemend landverkeer en afnemend scheepvaartverkeer (vrachtschepen). In 1946 werd er door de Dienst der Publieke Werken nog een onderzoek gedaan, waarbij werd geconstateerd dat deze 160-jaar oude brug het toenmalige verkeer nog aan kon. Daarbij werd voorts meegenomen, dat er na de Tweede Wereldoorlog nog maar beperkt geld was voor het opknappen van bruggen en ook dat een nieuwe brug het karakter van de buurt wellicht zou kunnen aantasten. In 1976 moest de brug wel verstevigd worden, ze kreeg een betonnen overspanning en in 1991 volgde opnieuw aanpassingen.
Het brugnummer is te zien op in de bovenste boogsteen. De brug in 2017 heeft slechts één, relatief smalle, overspanning over de Brouwersgracht.      
De naam is afkomstig van een uithangbord dat ooit op het hoekhuis aan de Brouwergracht gehangen heeft; een papierhandelaar die daar zijn negotie hield had een bord met daarop "de Papiermolen" hangen, de brug is daarnaar vernoemd. De brug heeft ook wel bekendgestaan onder de naam Oliekoekensluis, naar de olie- en pannenkoekenbaksters hier ooit hun kraampjes hadden.
1 · 2 · 3 · 4 · 5 · 6 · 7 · 8 · 9 · 10 · 11 · 12 · 13 · 14 · 15 · 16 · 17 · 18 · 19 · 20 · 21 · 22 · 23 · 24 · 25 · 26 · 27 · 28 · 29 · 30 · 31 · 32 · 34 · 35 · 36 · 37 · 38 · 39 · 40 · 41 · 42 · 43 · 44 · 45 · 46 · 47 · 48 · 49 · 50 · 51 · 52 · 53 · 54 · 55 · 56 · 57 · 58 · 59 · 60 · 61 · 62 · 63 · 64 · 65 · 66 · 67 · 68 · 69 · 70 · 71 · 72 · 73 · 74 · 75 · 76 · 77 · 78 · 79 · 80 · 81 · 82 · 84 · 85 · 86 · 87 · 88 · 89 · 90 · 91 · 92 · 93 · 94 · 95 · 96 · 97 · 98 · 99 · >>>
Brugnummers 33 en 83 zijn niet (meer) vergeven